# Petit-Mesnil

Petit-Mesnil este o comună în departamentul Aube din nord-estul Franței. În 1 ianuarie 2022 avea o populație de 202 de locuitori.